# Anepsiomyia flaviventris
Anepsiomyia flaviventris es una especie de mosca del género Anepsiomyia, de la familia Dolichopodidae, orden Diptera. Fue descrita por Meigen en 1824.
Se distribuye por Europa: Dinamarca, Portugal, Países Bajos y Reino Unido. Ha sido encontrada en cascadas y aguas abiertas en bosques caducifolios a 1100 m s. n. m.